# 胡长仁
胡长仁（？—569年），字孝隆，安定郡临泾县人，北齐权臣。北齐武成皇后之兄。

## 生平
胡长仁是殿中尚书、中书监、侍中、东平孝景公胡祥的孙子，北魏中书令、兗州刺史、安平王胡延之的儿子。
天统四年（568年）五月初九，北齐任命尚书右仆射胡长仁为尚书左仆射，十月二十日，北齐任命广宁王高孝珩为录尚书事，左仆射胡长仁为尚书令（尚书省长官，下辖左、右仆射，时和士开为左仆射，唐邕为右仆射）。北齐武成帝驾崩后，开始参预朝政，受封为陇东郡王。
左丞郦孝裕、郎中陆仁惠、卢元亮和胡长仁互相结为一党。胡长仁每上尚书省，郦孝裕必方驾而来。省务繁忙，簿案堆积，令史想要到都座的人每天都有百数。郦孝裕屏退外人与胡长仁私下讲话，退朝也是相随，陆仁惠、卢元亮又伺间而往，停止公事，时人号郦孝裕、陆仁惠、卢元亮为三佞。
胡长仁私游密席，处处追寻。郦孝裕劝其求进，和士开非常恨他，于是奏郦孝裕为章武郡太守，卢元亮为淮南郡太守，陆仁惠为幽州长史。郦孝裕劝说胡长仁：“大王假装卧病，和士开必来，因而杀之。入见太后，不过百日失官，便代其处。”和士开知道后，将郦孝裕迁为北营州建德郡太守。
天统五年（569年），胡长仁随齐后主高纬回邺城，门客程牙冒犯御驾，被捉获打死。和士开乘此令亲信陈德信讲述胡长仁仗着外戚，骄豪无所畏惮。胡长仁被除为齐州刺史。
同年四月，胡长仁被外放到齐州后，启求暂回邺城，奏章却被有司隐瞒不报。他极为怨愤，派冀州人李揩墙刺杀和士开，却被其弟胡长咸告发。和士开和祖孝徵商议，祖孝徵以汉文帝诛杀舅舅薄昭的事情为例，于是后主高纬派使者张固、刘桃枝去齐州，斥责胡长仁谋害宰辅，将他赐死。
胡长仁爱好欣赏歌舞，能饮酒至数斗而不醉。但到齐州后，每次喝酒，就长嘘短叹，泪流不已。他死后，有一个女儿被北齐后主高纬纳为皇后，即胡皇后，于是重加赠谥。胡长仁的儿子胡君璧，袭爵陇东王。胡君璧的弟弟胡君璋，胡长仁的弟弟胡长雍等，胡家前后七人被赐爵，整个家族都很贵盛。